# باشگاه فوتبال واندررز
باشگاه فوتبال واندررز (انگلیسی: Wanderers F.C.) یک باشگاه آماتور فوتبال در لندن بود. در سال ۱۸۵۹ به عنوان باشگاه فوتبال فارست تأسیس شد و در سال ۱۸۶۴ به «واندررز» تغییر نام داد. با جذب دانش آموزان برتر سابق مدارس مستقل انگلیسی، واندررز جزو تیم‌های برتر سال‌های اولیه فوتبال سازمان یافته بود و ۵ بار فاتح جام حذفی فوتبال انگلستان (که در عصر جدید «اف‌اِی کاپ» شناخته‌می‌شود) شد، شامل برتری مقابل رویال انجینیرز در فینال جام حذفی فوتبال انگلستان ۱۸۷۲.
این باشگاه تا زمان ظهور جام حذفی در سال ۱۸۷۱، فقط بازی‌های دوستانه انجام داد، البته این قوانین اغلب از بازی به بازی دیگر متفاوت بودند زیرا مجموعه قوانین مختلفی در آن زمان مورد استفاده قرار می‌گرفتند. حتی بعد از تشکیل اتحادیه فوتبال انگلستان (FA) در سال ۱۸۶۳، که این باشگاه جزو اعضای بنیان‌گذار بود، واندررز همچنان طبق قوانین دیگر به مسابقات بازی می‌کرد، اما یکی از قویترین تیم‌های بازی‌کننده تحت قوانین (FA) بود. آنها در اواخر دهه ۱۸۷۰ سه بار پشت سر هم جام حذفی را به دست آوردند، شاهکاری که فقط یک بار دیگر تکرار شده‌است. در بین بازیکنان چارلز الکوک